# Aanbieding
Aanbieding is een term uit de marketing waar een klant een product met korting of ander voordeel krijgt aangeboden, vaak tijdelijk.  
Als een winkel of ander bedrijf een speciale aanbieding doet in bijvoorbeeld een folder of advertentie dan zijn er de volgende mogelijkheden:
- in het bedrijf wordt de klant ook op de aanbieding attent gemaakt
- in het bedrijf wordt de klant niet op de aanbieding attent gemaakt, maar bij een transactie waarop de aanbieding van toepassing kan zijn geldt deze wel
- in het bedrijf wordt de klant niet op de aanbieding attent gemaakt, en alleen als de klant het voordeel claimt geldt deze

In het geval van een kortingsbon (of bon voor een gratis extra) zijn er de volgende mogelijkheden:
- in het bedrijf wordt de klant ook op de aanbieding attent gemaakt; de kortingbon is ook verkrijgbaar in de winkel
- in het bedrijf wordt de klant ook op de aanbieding attent gemaakt; de klant moet wel de kortingbon hebben meegenomen
- in het bedrijf wordt de klant niet op de aanbieding attent gemaakt; de klant moet de kortingbon hebben meegenomen

Een kortingbon wordt soms beperkt beschikbaar gesteld, maar soms kan men zoveel exemplaren als men wil printen van internet. Soms hoeft men de bon alleen te laten zien of te scannen, zodat men hem vaker kan gebruiken. Een andere variant is dat men de bon op het scherm van de smartphone kan laten zien; soms gaat dit via een app die het gebruik van een bepaalde aanbieding beperkt tot een bepaald aantal keren.
Bij een aanbieding "1+1 gratis" (twee voor de prijs van één) zijn er, als er geen zelfbediening is, twee mogelijkheden wat betreft de interpretatie van een bestelling: men krijgt wat men bestelt, maar betaalt de helft van het aantal stuks (naar boven afgerond), of men krijgt het dubbele aantal en betaalt het bestelde aantal.
Bij een aanbieding "1+1 gratis" binnen een productgroep geldt soms "combineren mogelijk". Als de prijs van de twee producten verschillend is, zijn er twee varianten: het goedkoopste is gratis, of de totaalprijs is de helft van de normale totaalprijs. Dit laatste is voordeliger. Het kan bovendien bij aankoop van een oneven aantal producten (groter dan één) ook nog gelden. Naar analogie van het tweede kan bij een aanbieding "2+1 gratis" binnen een productgroep gelden dat bij aankoop van minstens drie producten de totaalprijs twee derde van de normale totaalprijs is, en bij een aanbieding "tweede voor de halve prijs" bij aankoop van minstens twee producten driekwart van de normale totaalprijs.
Too good to go is een internationale organisatie die winkels met pakketten met overschotten van voedsel of dranken, die deze met een grote korting willen verkopen, en geïnteresseerde consumenten in de buurt, met elkaar in contact brengt via een app. De consument weet bij de aanschaf nog niet wat er in het pakket zit. De prijs is 1/3 van de normale prijs, behalve bij alcoholische dranken, die zijn minder afgeprijsd. Het pakket moet na aankoop binnen een bepaald tijdsinterval worden opgehaald. Dit kan bijvoorbeeld kort voor sluitingstijd zijn, zodat de winkel de overschotten van de dag in het pakket kan doen.